# Realschule an der Salzstraße
Die Realschule an der Salzstraße (auch Staatliche Realschule Kempten, oder veraltet Knabenrealschule) ist eine Schule der Mittelstufe in Kempten. Die Realschule ist in einem denkmalgeschützten Gebäude beherbergt. Die Hausnummer ist die 17.

## Geschichte
Am 4. September 1956 begann der Unterricht für 71 Schüler an der neu gegründeten „Staatlichen Mittelschule für Knaben“, die in zwei Klassen von fünf Lehrkräften unterrichtet wurden. Gründungsrektor war Dr. Hellmuth Carl. Unterrichtet wurde in dem 1863 errichteten ehemaligen Gebäude des Humanistischen Gymnasiums an der Fürstenstraße. Etwa 1964 wurde der offizielle Name der Schule „Staatliche Realschule für Knaben Kempten“. 1969 erfolgte der Umzug in das Schulgebäude an der „Salzstraße 17“, aus dem das Allgäu Gymnasiums ausgezogen war. Ab dem Schuljahr 2002/2003 wird die Schule koedukativ und darf den Namen „Realschule an der Salzstraße“ führen.

## Gebäude
Der denkmalgeschützte Bau wurde nach dem Vorbild der direkt daneben befindlichen Wittelsbacherschule von Leonhard Heydecker mit einem Dachreiter in den Jahren 1914/15 für die „Königliche Realschule mit Handelsabteilung“, eine Vorgängerschule des Allgäu-Gymnasiums, errichtet. Die Schule hat einen winkelförmigen Grundriss und hat dreigeschossige Trakte. Sie ist im Stil des Neubarock mit Jugendstilelementen erbaut.
In einer Architektenzeitschrift, erschienen 1920, wird das Gebäude so beschrieben: „Die in der Schauseite schon zum Ausdruck kommende anheimelnde und gemütvolle Architektur wird im Innern des Gebäudes noch gesteigert. Die geräumige Halle, die wir von der Vorhalle aus betreten, ist durch die Kunstverglasungen der Fenster, durch einen kleinen Zierbrunnen, durch die farbige Behandlung der Pfeiler, die weit gespannte Gewölbe tragen, von sehr stimmungsvoller Wirkung. Sie öffnet sich nach einer in drei Läufen nach dem Obergeschoß führenden Treppe, deren dunkles Eichenholzgeländer sich kräftig von dem Weiß der Decken und Wände abhebt. Die genannten Räume sowie die einzelnen Schulzimmer, ja sogar die Gänge, sind bis in alle Einzelheiten von den Architekten so liebevoll durchgebildet, dass wir eigentlich nicht den Eindruck haben, in einer Schule zu sein.“
In den Jahrzehnten 1970/80 wurden Renovierungen und Umbauten vorgenommen: Es entstanden Fachräume. Die Turnhalle wurde zu einer Aula umgestaltet. 2010 wurde die Hausmeisterwohnung aufgelöst und in Schulräume umgestaltet.
Seit dem Jahr 2011 wird an einen Erweiterungsbau gearbeitet. Dieser Bau wird eine Mensa mit Pausenhalle und mehrere Klassenzimmer enthalten.
Eine in der Fassade vom Heimatverein Kempten eingelassene Tafel erinnert an das dort früher stehende Elternhaus von Otto Merkt. Es wurde abgerissen damit dort das Schulgebäude aufgebaut werden konnte.